# 瑞安州
瑞安州，元朝时设置的州。
元贞元年（1295年），升瑞安县置，治所在今浙江省瑞安市。属温州路。明朝洪武二年（1369年），复降为县。 